# Juiz presidente
Juiz Presidente era o cargo exercido pelo chefe mandatário de município no período monárquico brasileiro/português, equivalente ao atual cargo de Prefeito. Algumas províncias, no Brasil, instituiram o cargo de prefeito enquanto outros não adotaram esta função..
É o Juiz que tem a função de presidir ao Colectivo. Em certos tipos de processo é necessária a intervenção do Tribunal Colectivo composto por três Juízes, um presidente e dois Juízes Asa. O Juiz Presidente conduz o julgamento e é quem tem de redigir o Acórdão do caso sub judice.